# 자유십자장

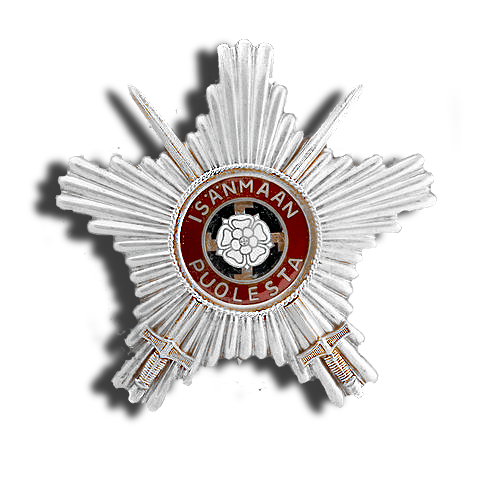
자유십자장 가슴 패용 성장

자유십자장(핀란드어: Vapaudenristin ritarikunta 바파우덴리스틴 리타리쿤타[*])은 핀란드의 훈장 중 하나다. 핀란드 백장미 훈장, 핀란드 사자 훈장과 함께 핀란드의 3대 기사단 훈장을 구성한다. 자유십자장은 핀란드의 훈장 중 가장 격이 높으며, 백장미 훈장과 사자 훈장이 그 다음 순서를 따른다. 핀란드의 대통령이 이 3개 기사단 훈장의 기사단장을 겸한다. 군사 및 민사 분야에 대해 수훈한다.
1918년 3월 4일 당시 핀란드 왕국 섭정이던 칼 구스타프 에밀 만네르헤임 남작이 제정했으며 악셀리 갈렌칼렐라가 도안을 설계하여 철십자에 만자문이 겹쳐진 모양으로 만들어졌다.
처음 제정 당시에는 대십자장, 자유십자장(1급-4급), 자유포장(1급, 2급)의 7개 등급이 있었다. 자유십자장은 원래 전쟁 중에만 수훈되었으나 1944년 8월 18일 평화시에도 수훈되도록 개정되었다. 전시에 수훈된 자유십자장은 약장이 붉은색이고 평화시에 수훈된 자유십자장은 약장이 노란색이다. 군인에게 수여될 경우 메달 고리에 한 쌍의 검이 추가된다. 독일의 기사십자 철십자장처럼 곡엽이 추가되기도 한다.
제2차 세계 대전 때만 수훈된 만네르헤임 십자장은 자유십자장의 변형이다.

## 등급
- 대십자 자유십자장 (VR SR)

핀란드의 대통령기 칸톤에는 3급 자유십자장이 그려져 있다.

- 1급 자유십자성장 (VR 1. rtk)
- 1급 자유십자장 (VR 1)
- 2급 자유십자장 (VR 2)
- 3급 자유십자장 (VR 3)
- 4급 자유십자장 (VR 4)
- 1급 자유포장 (VM 1)
- 1급 공로포장 (VR Am 1)
- 2급 자유포장 (VM 2)
- 2급 공로포장 (VR Am 2)

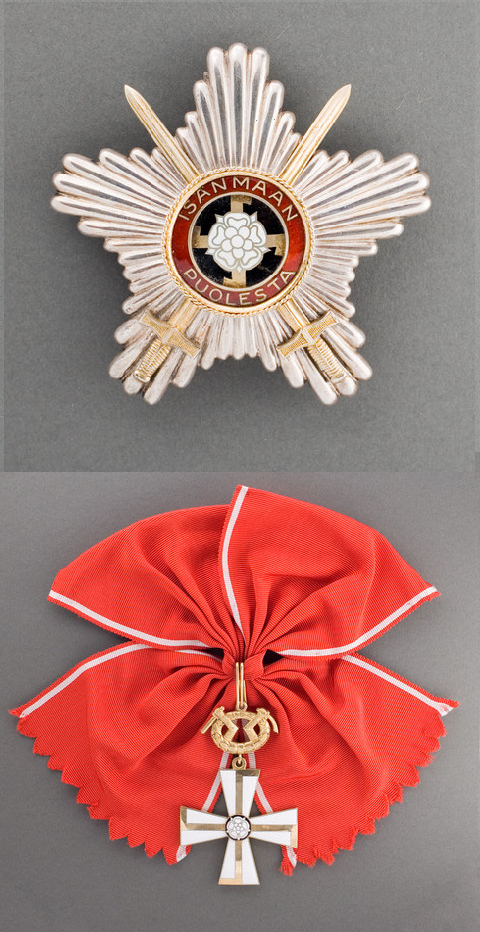
전시 VR SR
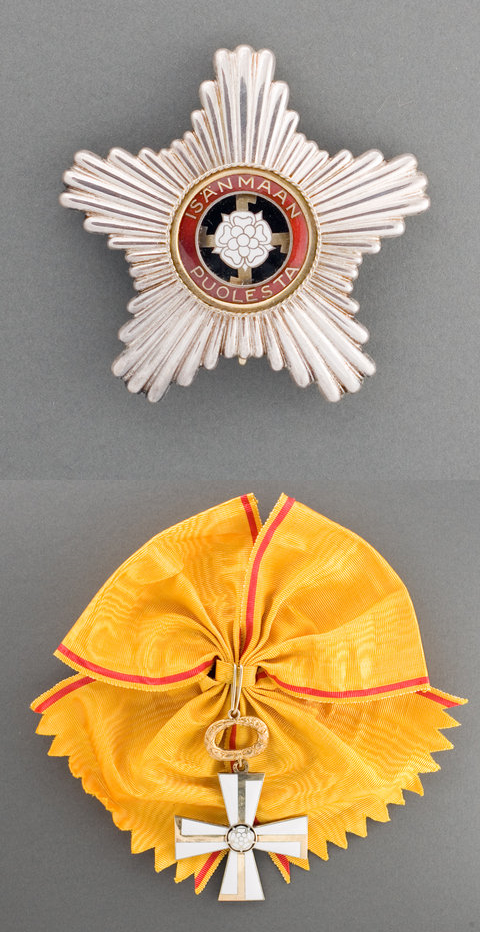
평시 VR SR
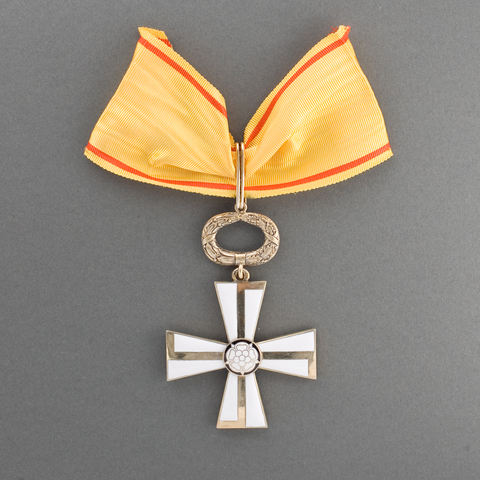
평시 VR 1
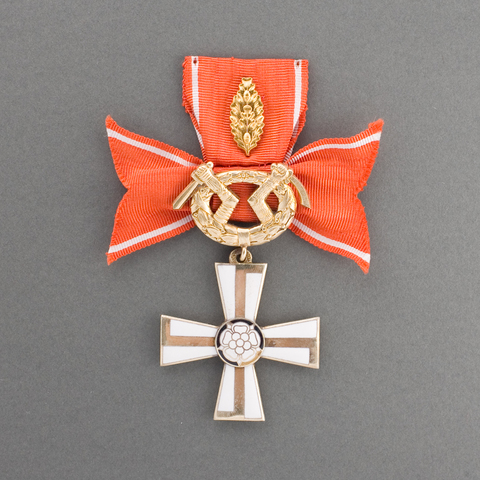
전시 VR 2 (곡엽 추가)
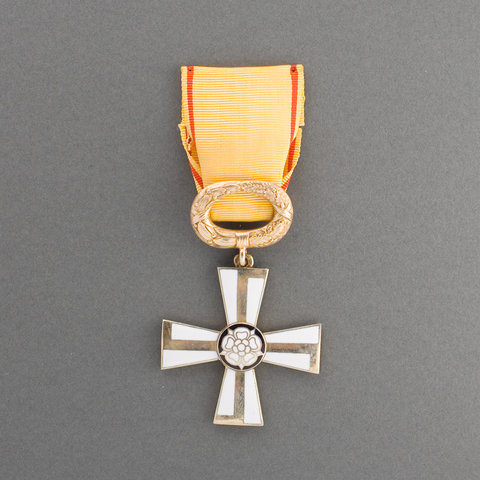
평시 VR 2
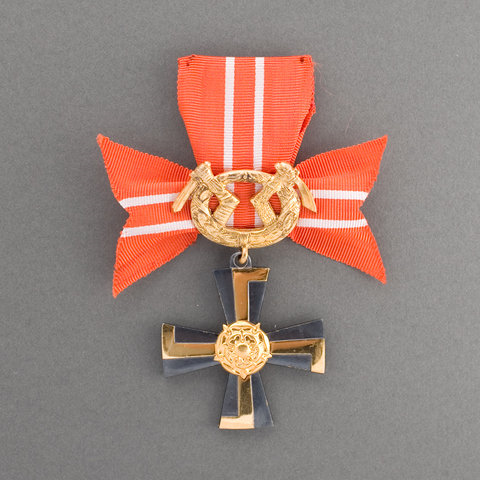
전시 VR 3
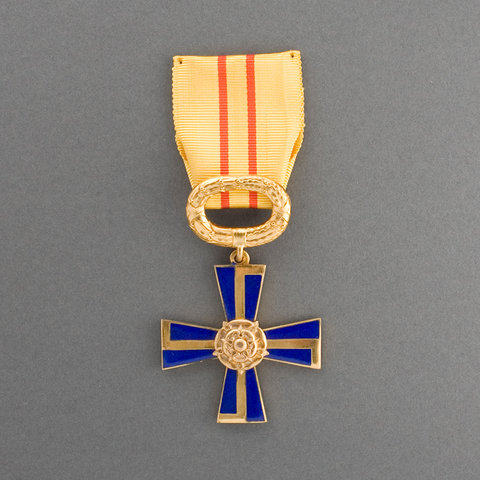
평시 VR 3
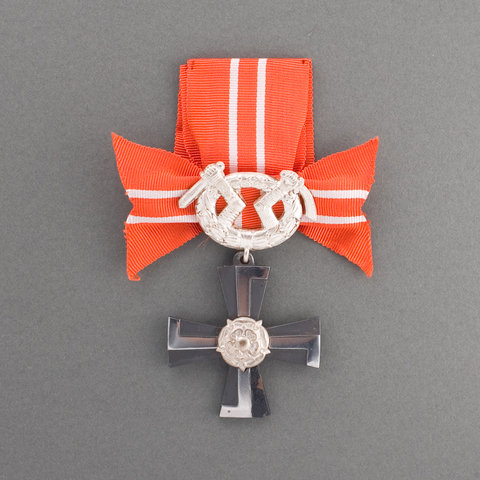
전시 VR 4
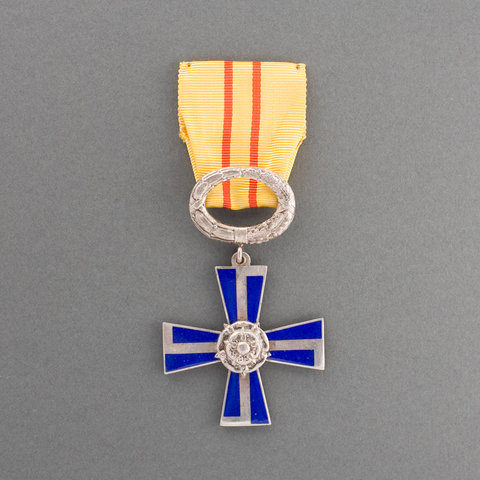
평시 VR 4
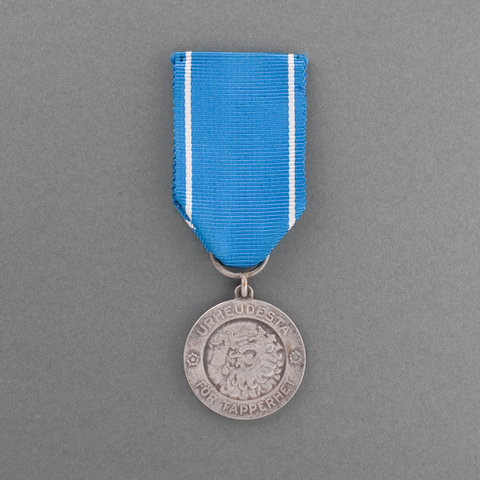
전시 VM 1
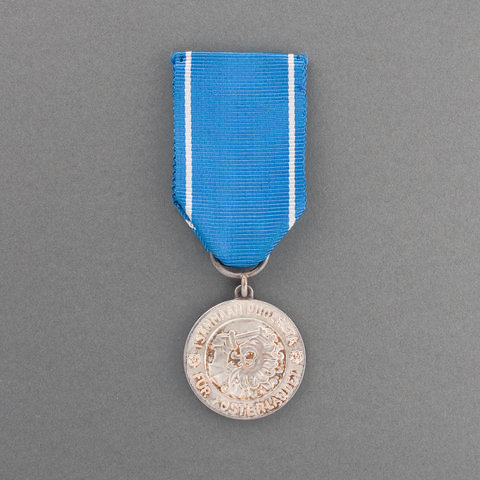
평시 VM 1
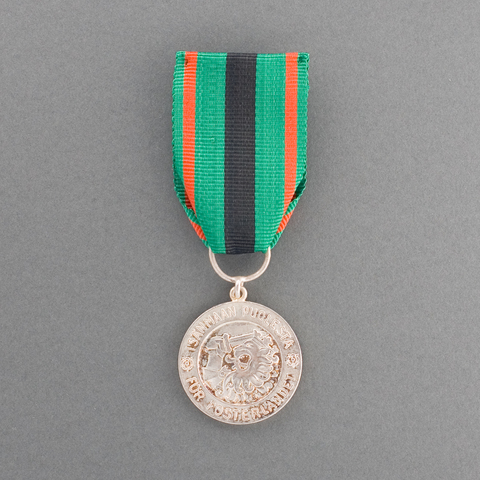
VR Am 1
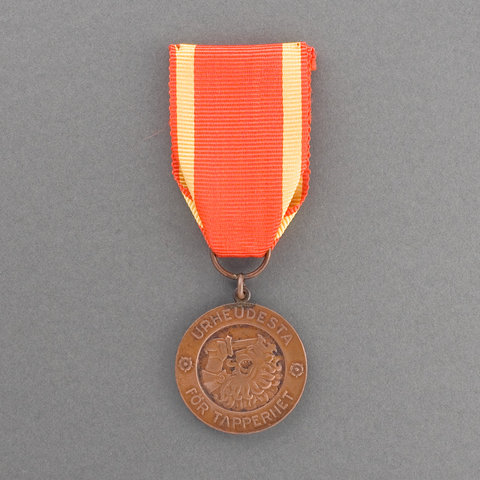
전시 VM 2
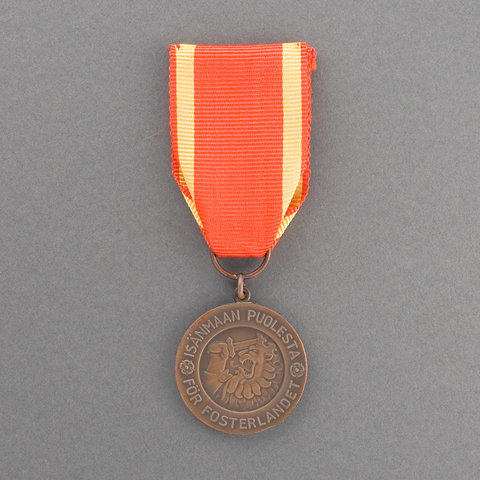
평시 VM 2
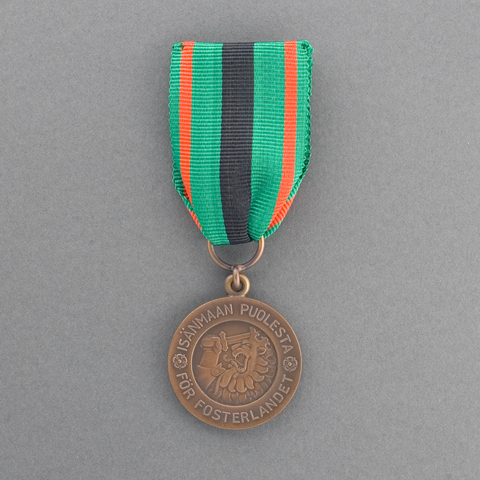
VR Am 2

다음은 제2차 세계 대전 때만 수훈된 자유십자장의 변형들이다.
- 만네르헤임 십자장
- 1급 장미리본 자유포장 - 만네르헤임 원수에게 단 1회 수여[1]
- 황금 공로포장 - 발데마르 에르푸르트 장군에게 단 1회 수여[2]
- 애도십자장(VR sururisti) - 작전 중 사망한 군인의 가장 가까운 친족에게 수여[3]
- 애도포장(VM surumitali) - 작전 중 사망은 아니지만 방위산업 등 국방과 직결되는 비군사 부문 종사 중 사망한 사람의 가장 가까운 친족에게 수여[4]

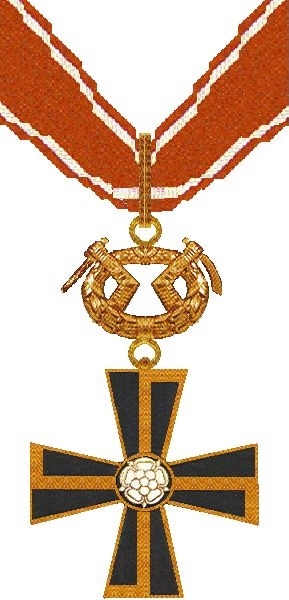
만네르헤임 십자장
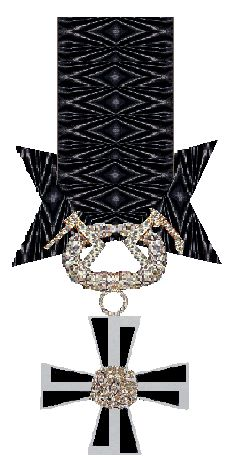
VR sururisti

## 참고 문헌
- Tetri, Juha E: Kunniamerkkikirja. Ajatus, 1994. ISBN 951-9440-23-2. (핀란드어)